# Bataille de Lashio
Guerre civile de 2021-2023 en Birmanie
Batailles
- Conflit armé birman
- Coup d'État de 2021 en Birmanie
- Manifestations de 2021-2022 en Birmanie
  - Mort de Mya Thwe Thwe Khine (en)
  - Mort de Kyal Sin (en)

- Chin (en)
- Zone sèche (en)
- État de Rakhine (en)

- Tentative d'assassinat de Bai Yingneng (en)
- Alaw Bum
- Kalay
- Thapyayaye
- Taze (en)
- Naungmon (en)
- Thaw Le Hta
- Mindat (en)
- Muse (en)
- Mandalay (en)
- Myin Thar (en)
- Myawaddy (en)
- Route nationale 8
- 1re Loikaw (en)
- 1re Demoso

- Kachinthay (en)
- Lay Kay Kaw (en)
- Hnan Khar (en)
- Rivière Chindwin (en)
- 2e Demoso (en)
- 2e Loikaw (en)
- Thantlang
- Pekon (en)
- Khin-U (en)
- Assassinat de Ohn Thwin
- Kawkareik
- Ti Bwar

- Konarpara (en)
- Mese (en)
- Shwe Kokko
- Kanaung
- Taungthaman (en)

- 1027
  - Chinshwehaw (en)
  - Namhsan (en)
  - Laukkai
  - Kaladan
  - Lashio
- 3e Loikaw (en)
  - 1107
- Kyindwe (en)
- Kachin (en)
  - Bhamo (en)
- Myawaddy
- Rakhine
  - Ann
  - Maungdaw
- Confrérie Chin (en)
  - Falam
- Assassinat d'Ashin Munindabhivamsa (en)
- Budalin
- Myingyan (en)
- Ngape (en)
- Katha (en)

- Hlaingthaya
- Pégou
- Tabayin (en)
- Mo So
- Mon Taing Pin (en)
- Let Yet Kone
- Meurtre de Saw Tun Moe
- Hpakant
- Tar Taing
- Pazigyi
- Pinlaung
- Laiza
- Buthidaung
- Byian Phyu
- Oe Htein Kwin

La bataille de Lashio est une offensive menée par l'Alliance des Trois Fraternités, avec d'autres forces de résistance, pour capturer Lashio dans le nord de l'État shan, en Birmanie. Quartier général du commandement du Nord-Est de la Tatmadaw, la ville est assiégée par les forces rebelles après l'effondrement du cessez-le-feu négocié par la Chine qui met en pause l'opération 1027 des rebelles,,,,.

## Contexte
Au cours de la première phase de l'opération 1027, les forces de résistance s'emparent de plusieurs villes entourant Lashio, dont Hsenwi, Namtu et Kutkai (en). Elles prennent également le contrôle de la route entre Laisho et Mandalay, coupant la ville de tout renfort par voie terrestre. Après l'encerclement de la ville, les forces de la junte détruisent plusieurs ponts menant à la ville pour tenter d'empêcher les forces rebelles d'avancer davantage. Alors que la ville semble être une cible clé pour la résistance après la chute de Laukkai, le conflit dans le nord de l'État Shan est stoppé par un cessez-le-feu négocié par la Chine.
L'accord de cessez-le-feu est rompu fin juin 2024, après que l'Armée de libération nationale Ta'ang (TNLA), membre de l'Alliance des Trois Fraternités, lance des attaques en réponse aux violations présumées du cessez-le-feu par la junte. Les forces rebelles prennent le contrôle des villes de Kyaukme (en) et Nawnghkio (en) sur la route de Lashio à Mandalay, consolidant encore davantage l'encerclement des rebelles,. Le 2 juillet, l'Armée de l'Alliance nationale démocratique de Birmanie (MNDAA), un autre membre de l'alliance, rejoint l'offensive, attaquant les positions de la junte autour de Lashio avec la TNLA. L'armée répond aux attaques par des frappes aériennes et des bombardements aveugles. Alors que les combats se rapprochent de la ville proprement dite, les familles des soldats sont évacuées et des milliers de civils fuient la zone de conflit.

## Bataille
Les forces de résistance commencent à avancer dans la ville le 6 juillet, bombardant et utilisant des drones pour bombarder le quartier général de la junte à l'intérieur de la ville. Le 14 juillet, le MNDAA annonce une pause de quatre jours dans ses opérations pour éviter d'interférer avec la troisième session plénière du 20e Comité central du Parti communiste chinois en cours. Cependant, les affrontements continuent malgré le cessez-le-feu unilatéral. Le 17 juillet, les forces anti-junte capturent des postes de contrôle de l'armée à l'extérieur de Lashio, forçant les soldats à se retirer dans la ville. Le MNDAA capture le 68e régiment d'infanterie le 23 juillet, capturant 317 prisonniers de guerre, dont un lieutenant-colonel, 2 majors et 5 capitaines dans la partie nord de Lashio,.
Le 25 juillet 2024, le MNDAA affirme avoir pris le contrôle du quartier général du commandement militaire régional du Nord-Est de la junte à l'intérieur de la ville, le premier du genre à tomber aux mains des forces rebelles, ce que la junte nie cependant. Les forces rebelles rapportent que les forces de résistance n'ont à capturer que quelques bastions militaires restants dans la ville. Le 26 juillet, il est signalé que la junte ordonne à ses derniers responsables de quitter Lashio alors que les troupes du MNDAA balayent les poches de résistance restantes. Des affrontements auraient lieu dans la matinée au motel Lashio, à l'université de Lashio et autour de la pagode Mansu. Le même jour, les rebelles du MNDAA capturent la succursale de la banque Ava et l'hôpital de Lashio. Le 27 juillet, les affrontements sont toujours en cours, 20% des civils étant toujours piégés dans la ville. Des voies sont ouvertes pour que les civils puissent fuir.
Ce jour-là, le MNDAA capture la base du 41e bataillon, celle du 912e bataillon du génie ainsi qu'un péage. Le 28 juillet, les troupes du MNDAA libèrent 200 prisonniers politiques, dont Tun Tun Hein, après avoir capturé la prison de Lashio. Le 30 juillet, le MNDAA tend une embuscade à un convoi de la junte en provenance de Tangyan qui doit ravitailler Lashio, tuant plus de 50 soldats. Le même jour, le MNDAA capture l'aéroport de Lashio ainsi qu'une maison d'hôtes. Le 1er août, les forces rebelles attaquent le poste de commandement du Nord-Est, ce qui provoque de lourds affrontements et fait de nombreuses victimes des deux côtés. Après le raid, il ne reste plus qu'environ 400 soldats au quartier général. Ce soir-là, l'armée de l'air birmane lance une frappe aérienne sur un hôpital sous le contrôle du MNDAA dans la ville de Laukkai, tuant 10 personnes.
Le même jour, le MNDAA prend le contrôle du bataillon d'approvisionnement et de logistique 626 et capture 2 véhicules de combat d'infanterie BTR-3. Le 2 août, les forces rebelles prennent d'assaut l'hôpital militaire de Lashio et des rapports non confirmés font état de la mort de certains patients et membres du personnel. Selon certaines informations, les assaillants du MNDAA commettent un massacre, tuant plus de 100 personnes, dont des enfants, du personnel médical et des patients restés à l'hôpital après la fin des combats,. Le 3 août, les forces du MNDAA entrent dans le quartier général du Nord-Est et y hissent leur drapeau. Le MNDAA détruit 2 canons d'assaut WMA-301 et 2 véhicules de combat d'infanterie BTR-3 lors d'une bataille au quartier général du commandement du Nord-Est. Le matin de ce jour-là, les dernières troupes de la junte à l'intérieur de Lashio sont défaites.

### Déploiement de l'United Wa State Army
Dans la nuit du 27 juillet, des centaines de combattants de l'United Wa State Army (UWSA) entrent à Lashio pour protéger leur bureau des relations extérieures et leurs propriétés dans le canton. Ils communiquent avec les deux parties et réaffirment leur neutralité. Le 8 août, l'UWSA déploie un autre groupe de combattants armés de canons antiaériens à Lashio.

## Conséquences et importance
Lashio est présentée comme une cible stratégique majeure pour les forces de résistance, et après sa chute aux mains du MNDAA, elle constitue un coup dur pour la junte, coupant le contact entre Naypyidaw et les forces de la junte plus au nord du pays. Selon Nathan Ruser, analyste à l'Institut australien de stratégie politique, la capture de Lashio "[...] élimine fondamentalement la junte en tant que force organisée efficace d'une grande partie du pays".